# Centurió II Zaccaria
Centurione II Zaccaria fou senyor de gran part del Peloponès.
Era nebot d'Andrònic Asen que va morir el 1402 i el va succeir com a regent, ja que els fills eren menors d'edat però va usurpar la corona i es va casar amb una princesa de nom Creusa de la família dels Tocco que dominaven Lèucada i Cefalònia i l'Epir.
El 1406 es va revoltar l'hereu legítim Stefano Zaccaria i va tenir el suport de Carles I Tocco (cunyat de Centurione) i de l'emperador Teodor Paleòleg, però no va reexir. El 1408 Lleonard I Tocco, germà de Carles I i senyor de Zante va ocupar Clarentza, el principal port de Centurione a l'Acaia. Centurione va haver de cedir Patres i la seva baronia per cinc anys a Venècia.
Amb l'ajut dels genovesos de Quios, de mercenaris albanesos, i dels venecians va poder recuperar Clarentza el 12 de juliol de 1414. Per assegurar el seu futur va oferir als Giustiniani de Quios el control dels ports de Clarenza i de Port-de-Jonc (Navarin, avui Pylos) però Gènova no va poder negociar per la pressió dels catalans i del duc de Milà. En canvi va provocar l'hostilitat imperial que el maig de 1416 van enviar el Peloponès i van ocupar Messènia i Èlida i Centurione fou assetjat a Clarentza i es va haver de retirar per mar (1418). Patres també fou amenaçada pels romans d'Orient però finalment es va acordar una treva que va durar deu anys. El 1429 els romans d'Orient van ocupar Clarentza i Patres i només li va restar el castell de Kalandritsa i algun altre aïllat, que també va rendir. Se li va permetre la conservació de la baronia d'Arcàdia però la resta la cedia com a dot a la filla Caterina que es casava amb l'emperador Tomàs Paleòleg, amb dret hereditari per aquest. Centurione II es va retirar al seu castell d'Arcàdia on va morir el 1432. Amb ell va acabar el domini llatí al Peloponès. Tomàs Paleòleg va fer empresonar a la viuda de Centurió i a un fill il·legítim de nom Joan Asen.
Amb Creusa va tenir una filla:
- Aikaterina Asanina Zaccariaina (+ amb 70 anys a Corfú el 16 d'agost de 1462) titulada senyora d'Arcàdia i hereva del principat d'Acaia, casada amb Tomàs Paleòleg (+ a Roma el 13 de maig de 1465) despota de Morea, fill de Manuel II Paleòleg

També va tenir dos fills il·legítims: 
- Joan Asen Zaccaria (+ a Roma el 1469), declarat príncep d'Acaia per rebels grecs el 1446 després que el sultà Murad havia destruït el Hexamilion i infligit una humiliant derrota a Constantí Paleòleg (després emperador Constantí XI Paleòleg), sent capturat i empresonat amb el seu fill al castell de Klumutsi, del que va poder escapar reunint nous suport per una altra rebel·lió fins que es va haver de refugiar a Modon, que era veneciana, on se li va concedir una pensió (1457) i més tard es va retirar a Roma on va morir. Va tenir almenys dos fills, un mascle i una femella. La filla es va casar a Oliverio Franco i va rebre Clarentza com a dot (1418) però la va vendre a Carlo I Tocco el 1421.